# Ko Phra Thong
Ko Phra Thong, thailändska เกาะพระทอง, är en 88 kvadratkilometer stor ö som ligger i Andamansjön i Södra Thailand av Thailand.

## Geografi
Ön ligger i distriktet Khura Buri, i provinsen Phang Nga och åtskiljs från fastlandet av en sju meter djup kanal. Den ligger på västra sidan av fastlandet, där hamnstaden Khura Buri är närmaste stad, 10 kilometer bort.
Ko Phra Thong är den mellersta ön i en kedja av tre öar. I omgivningarna finns Ko Ra, Ko Kho Khao, Ko Pling, Ko Pho Ta, Ko Luk Tum, Ko Tung Na Dam – och en grupp med 37 små öar som bildar ett mangroveträsk Ko Phra Thong är en platt ö, med en högsta höjd av 6 meter över havet och med långa sandstränder. På den östra sidan finns mangroveskog och på den västra växer savann med bestånd av melaleuca-träd. Ön är 60 km från Surinöarna och Richelieu Rock och ytterligare några kilometer från Similanöarna.
På östra sidan av ön finns det två byar Thapayoi och Thung Dap som tillsammans bildar ett litet fiskarsamhälle. Thapayoi kan ses som öns huvudort. De båda byarna har sammanlagt mindre än 300 invånare (2012), bestående av thai och moken. Det är ett semi-nomadiskt folk som är jägare-samlare och vars språk tillhör den austronesiska språkgruppen. I Thapayoi finns det en skola och hälsovårdscentral.
Norr om Ko Phra Thong ligger Ko Ra. Det är en långsträckt, bergig ö med välbevarad regnskog.
Söder om ön ligger Ko Kho Khao som är snarlik Ko Phra Tong, det vill säga platt och med savann.

## Naturskydd
Ko Phra Thong ingår i våtmarksskyddet enligt Ramsarkonventionen (Konvention om våtmarker av internationell betydelse, i synnerhet såsom livsmiljö för våtmarksfåglar) sedan den 12 augusti 2013, med det officiella namnet Ko Ra-Ko Phra Thong Archipelago och referensnummer 2153.
Ko Phra Thong ingår också i Mu Ko Ra–Ko Phra Thongs nationalpark som inrättades 2001. Nationalparken påverkas i hög grad av tidvattnet och innefattar flera öar som är bergiga, t.ex. Ra, med en topp på 235 m ö.h., Kho Khao 310 m ö.h. och många små öar som Pling, Tachai och Bosai, med högsta berget 450 m ö.h..

## Klimat
Det tropiska klimatet i Thailand är ett sommarmonsunklimat, med kraftiga monsunregn från maj till oktober och torrtid från oktober till maj. Det är svalast i slutet av regntiden och början på torrtiden. I slutet av torrtiden kan det vara 34–37 grader varmt.